# Klementynka i Klemens – gęsi z Doliny Młynów
Klementynka i Klemens – gęsi z Doliny Młynów – serial telewizyjny dla dzieci, produkcji polsko-zachodnioniemieckiej, z 1986 roku, sequel zrealizowanych wcześniej Urwisów z Doliny Młynów.
Ciąg dalszy przygód grupki dzieci, żyjących na typowej polskiej wsi.

## Obsada
- Ewa Ziętek – jako pani Dędek
- Krzysztof Kowalewski – jako pan Dędek
- Agnieszka Krukówna – jako Asia Dędek
- Tadeusz Horvath – jako Staś Dędek
- Monika Sapilak – jako Basia Dędek
- Olga Piotrowska – jako Marta
- Piotr Jankowski – jako Jacek
- Arkadiusz Wojnarowski – jako Wacek
- Roman Kłosowski – jako pan Wronka
- Jacek Wójcicki – jako Filip
- Wiesław Drzewicz – jako weterynarz
- Jolanta Żółkowska – jako nauczycielka
- Zdzisław Szymborski
- Janusz Rewiński
- Ryszard Zaborowski

## Spis odcinków
1. Jajka na wierzbie
2. Nadaję ci imię...
3. Zaginiony
4. Przechytrzyć lisa
5. Ikar
6. Prosiaczek Bobo
7. Na tropach gęgania
8. Gęsi w szkole
9. Gęsi stres
10. Uwaga, pożar!
11. Nie dajmy się oskubać
12. Wspólny prezent
13. Oczekiwanie

## Zdjęcia
- Dąbrowa nad Czarną

## Nagrody
- 1988 – Poznańskie Koziołki na 10 Ogólnopolskim Festiwalu Filmów Widowisk Telewizyjnych dla Dzieci i Młodzieży, w kategorii filmów fabularnych dla dzieci młodszych (za odcinek 6, „Prosiaczek Bobo”)